# Бріанн Стюарт
Бріанн Стюарт (англ. Bryanne Stewart; нар. 9 грудня 1979) — колишня австралійська тенісистка.
Найвищу одиночну позицію світового рейтингу — 135 місце досягла 8 квітня 2002, парну — 16 місце — 4 липня 2005 року.
Здобула 3 парні титули.
Найвищим досягненням на турнірах Великого шолома був чвертьфінал в парному розряді.
Завершила кар'єру 2009 року.

## Фінали турнірів WTA

### Парний розряд (4) (3-1)
| Легенда (singles)                          |
| Великий шлем (0)                           |
| Tour Championships (0)                     |
| Tier I / Premier Mandatory & Premier 5 (0) |
| Tier II / Premier (2)                      |
| Tier III, IV, & V / International (1)      |

| Результат | Ранг | Дата     | Турнір                                                 | Покриття   | Партнерка      | Суперниці                   | Рахунок          |
| --------- | ---- | -------- | ------------------------------------------------------ | ---------- | -------------- | --------------------------- | ---------------- |
| Поразка   | 1.   | Лют 2003 | U.S. National Indoor Tennis Championships, Мемфіс, США | Тверде (i) | Аліна Жидкова  | Обата Саорі Морігамі Акіко  | 1–6, 1–6         |
| Перемога  | 1.   | Січ 2005 | Sydney International, Сідней, Австралія                | Тверде     | Саманта Стосур | Олена Дементьєва Суґіяма Ай | walkover         |
| Перемога  | 2.   | Кві 2005 | Amelia Island Championships, Амелія, США               | Ґрунт      | Саманта Стосур | Квета Пешке Патті Шнідер    | 6–4, 6–2         |
| Перемога  | 3.   | Лют 2007 | U.S. National Indoor Tennis Championships, Мемфіс, США | Килим (i)  | Ніколь Пратт   | Морігамі Акіко Ярміла Вулф  | 7–5, 4–6, [10–5] |

## ITF Фінали

### Одиночний розряд (0–3)
| турніри $50,000 |
| турніри $25,000 |
| турніри $10,000 |

| Результат | Ранг | Дата            | Турнір           | Покриття | Суперниця у фіналі | Рахунок у фіналі |
| Поразка   | 1.   | 13 вересня 1998 | Куґаяма, Японія  | Тверде   | Алісія Молік       | 4–6, 2–6         |
| Поразка   | 2.   | 6 травня 2001   | Ґіфу, Японія     | Трава    | Алісія Молік       | 2–6, 3–6         |
| Поразка   | 3.   | 21 жовтня 2001  | Кернс, Австралія | Тверде   | Саманта Стосур     | 5–7, 4–6         |

### Парний розряд (11–15)
| Результат | No  | Дата              | Турнір                        | Покриття | Партнерка        | Суперниці у фіналі                   | Рахунок              |
| Перемога  | 1.  | 14 квітня 1997    | Ворик, Австралія              | Трава    | Труді Мусгрейв   | Кайлі Моулдс Сара Стенлі             | 6–4, 6–0             |
| Поразка   | 1.  | 23 березня 1998   | Канберра, Австралія           | Килим    | Мелісса Бідмен   | Алісія Молік Ліза Макші              | 6–7(5), 7–6(11), 5–7 |
| Поразка   | 2.  | 27 квітня 1998    | Кебулче, Австралія            | Ґрунт    | Мелісса Бідмен   | Моніка Машталіржова Ліза Макші       | 6–2, 6–7(5), 5–7     |
| Поразка   | 3.  | 28 червня 1998    | Спрингфілд (Міссурі), США     | Тверде   | Аманда Грем      | Аманда Огастус Джулі Ту              | 0–6, 0–6             |
| Поразка   | 4.  | 5 липня 1998      | Едмонд, США                   | Тверде   | Гейл Біггс       | Мелісса Бідмен Сьобган Дрейк-Брокмен | 6–7, 6–7             |
| Перемога  | 2.  | 3 серпня 1998     | Лексінгтон (Кентуккі), США    | Тверде   | Аманда Грем      | Нірупама Санджив Ї Цзін-Цянь         | 6–4, 1–6, 6–3        |
| Перемога  | 3.  | 13 вересня 1998   | Куґаяма, Японія               | Тверде   | Алісія Молік     | Айко Мацуда Ясуко Нісімата           | 6–1, 6–3             |
| Перемога  | 4.  | 27 вересня 1998   | Ібаракі, Японія               | Тверде   | Алісія Молік     | Кавамата Ріей Сасано Йосіко          | 1–6, 6–3, 6–3        |
| Перемога  | 5.  | 4 жовтня 1998     | Кіото, Японія                 | Тверде   | Алісія Молік     | Сідзу Кацумі Такасе Аямі             | 3–6, 6–3, 6–4        |
| Поразка   | 5.  | 11 жовтня 1998    | Саґа, Японія                  | Трава    | Еві Домінікович  | Кетрін Берклей Алісія Молік          | 6–7(3), 4–6          |
| Поразка   | 6.  | 22 листопада 1998 | Порт-Пірі, Австралія          | Тверде   | Аманда Грем      | Кетрін Берклей Труді Мусгрейв        | 7–5, 5–7, 2–6        |
| Перемога  | 6.  | 25 квітня 1999    | Желос, Франція                | Ґрунт    | Труді Мусгрейв   | Софі Жорже Тетяна Пучек              | 1–6, 6–4, 6–3        |
| Перемога  | 7.  | 8 травня 1999     | Афіни, Греція                 | Ґрунт    | Еві Домінікович  | Суріна Де Беер Магда Міхалаке        | 7–5, 6–4             |
| Поразка   | 7.  | 25 липня 1999     | Пічтрі-Сіті (Джорджія), США   | Тверде   | Аннабел Еллвуд   | Хіракі Ріка Нана Міяґі               | 4–6, 1–6             |
| Поразка   | 8.  | 17 жовтня 1999    | Квінсленд, Австралія          | Тверде   | Алісія Молік     | Керрі-Енн Г'юз Ліза Макші            | 1–6, 6–3, 5–7        |
| Поразка   | 9.  | 28 лютого 2000    | Бендіго, Австралія            | Тверде   | Труді Мусгрейв   | Еві Домінікович Аманда Грем          | 4–6, 1–6             |
| Перемога  | 8.  | 26 березня 2000   | Стоун-Маунтін (Джорджія), США | Тверде   | Труді Мусгрейв   | Іноуе Харука Іноуе Майко             | 6–4, 2–6, 7–6        |
| Перемога  | 9.  | 11 червня 2000    | Сербітон, Велика Британія     | Gras     | Труді Мусгрейв   | Каролін Денін Франческа Любіані      | 3–6, 6–3, 6–1        |
| Поразка   | 10. | 26 березня 2001   | Стоун-Маунтін (Джорджія), США | Тверде   | Алісія Молік     | Фудзівара Ріка Чон Мі Ра             | 5–7, 3–6             |
| Перемога  | 10. | 21 жовтня 2002    | Рокгемптон, Австралія         | Тверде   | Еві Домінікович  | Сара Стоун Саманта Стосур            | 7–5, 4–6, 7–5        |
| Поразка   | 11. | 28 жовтня 2002    | Далбі, Австралія              | Тверде   | Еві Домінікович  | Сара Стоун Саманта Стосур            | 3–6, 3–6             |
| Поразка   | 12. | 22 липня 2003     | Лексінгтон (Кентуккі), США    | Тверде   | Крістіна Вілер   | Джанет Лі Джессіка Ленгофф           | 3–6, 4–6             |
| Перемога  | 11. | 13 жовтня 2003    | Маккай (Квінсленд), Австралія | Тверде   | Еві Домінікович  | Труді Мусгрейв Абігейл Спірс         | w/o                  |
| Поразка   | 13. | 23 листопада 2003 | Нуріутпа, Австралія           | Тверде   | Саманта Стосур   | Ліза Макші Труді Мусгрейв            | 6–4, 3–6, 5–7        |
| Поразка   | 14. | 30 листопада 2003 | Маунт-Гамбір, Австралія       | Тверде   | Саманта Стосур   | Джессіка Ленгофф Крістіна Вілер      | 5–7, 2–6             |
| Поразка   | 15. | 21 березня 2004   | Оріндж (Каліфорнія), США      | Тверде   | Машона Вашінгтон | Дженніфер Гопкінс Абігейл Спірс      | 3–6, 6–2, 0–6        |